# Rongsee Maechaithanachotiwat Phayao FC
Der Rongsee Maechaithanachotiwat Phayao Football Club (thailändisch สโมสรฟุตบอลโรงสีแม่ใจธนะโชติวัฒน์ พะเยา) ist ein thailändischer Fußballverein aus Phayao.

## Geschichte
Der Verein wurde 2022 gegründet. In seiner ersten Saison spielte er in der vierten Liga. Gleich im ersten Jahr seines Bestehens schaffte der Verein den Aufstieg in die dritte Liga. Hier tritt man in der Northern Region an.

## Stadion
Der Verein trägt seine Heimspiele im Phayao PAO Stadium in Phayao aus. Das Stadion hat eine Fassungsvermögen von 2400 Personen. Eigentümer sowie Betreiber ist die Phayao Provincial Administration Organization.

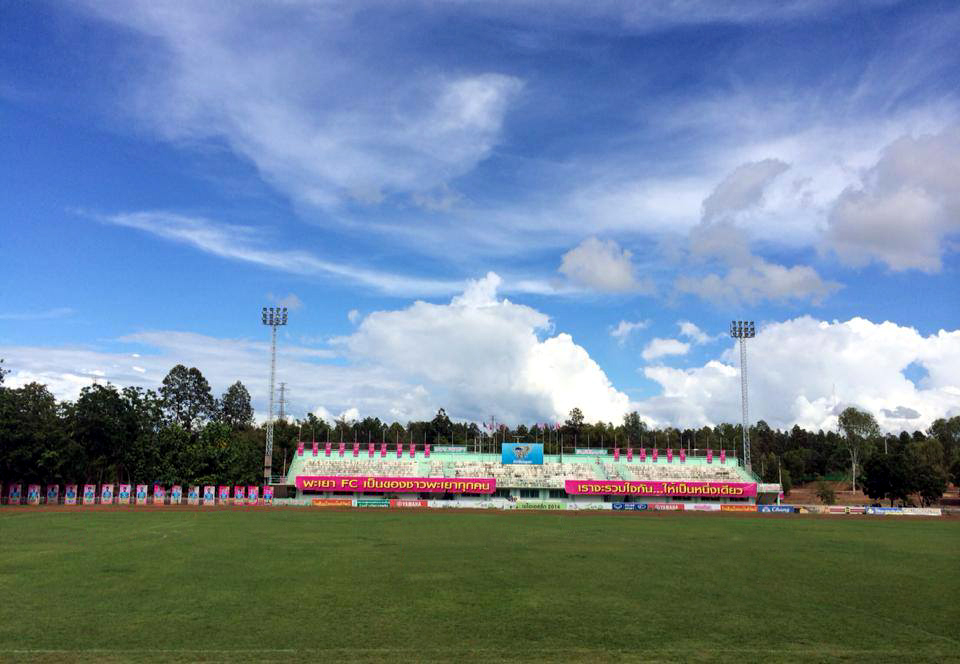
Phayao PAO Stadium

## Saisonplatzierung
| Saison  | Liga                    | Liga  | Liga   | Liga | Liga | Liga | Liga  | Liga   | Liga     | Pokal  | Pokal           |
| Saison  | Liga                    | Level | Spiele | S    | U    | N    | Tore  | Punkte | Position | FA Cup | Thai League Cup |
| ------- | ----------------------- | ----- | ------ | ---- | ---- | ---- | ----- | ------ | -------- | ------ | --------------- |
| 2022    | Thailand Amateur League | 4     |        |      |      |      |       |        | ▲        |        |                 |
| 2022/23 | Thai League 3 – North   | 3     | 22     | 11   | 5    | 6    | 40:32 | 38     | 3.       |        |                 |
| 2023/24 | Thai League 3 – North   | 3     | 20     | 8    | 7    | 5    | 28:24 | 31     | 4.       |        |                 |

## Aktueller Kader
Stand: 4. Oktober 2023
| Nr. |          | Position | Name                    |
| --- | -------- | -------- | ----------------------- |
| 2   | Thailand | AB       | Nattawut Malila         |
| 5   | Thailand | AB       | Thanadol Dumponngam     |
| 6   | Iran     | AB       | Amir Mohammad Karamdar  |
| 7   | Thailand | ST       | Saran Sridet            |
| 8   | Iran     | ST       | Milad Sasani Nezhad     |
| 9   | Thailand | ST       | Supasan Arjrod          |
| 10  | Thailand | MF       | Phitsanusak Chuenbua-in |
| 11  | Thailand | MF       | Veerapat Mekhumrai      |
| 13  | Thailand | ST       | Kitsada Un-inta         |
| 14  | Thailand | ST       | Sirachat Krasaethong    |
| 16  | Thailand | MF       | Narudon Ngamdee         |
| 17  | Thailand | MF       | Tanatkit Saita          |
| 18  | Thailand | TW       | Wichitchai Raksa        |
| 19  | Thailand | AB       | Siriphong Ainta         |

| Nr. |          | Position | Name                      |
| --- | -------- | -------- | ------------------------- |
| 20  | Thailand | TW       | Thattaphong Thiminkul     |
| 22  | Thailand | ST       | Worawut Noisri            |
| 23  | Thailand | ST       | Yodsaphat Mueangsuwan     |
| 24  | Thailand | AB       | Jedsadakorn Saimaya       |
| 25  | Thailand | AB       | Chawanthananchai Sirichoo |
| 27  | Thailand | AB       | Chatchai Mongkol          |
| 33  | Thailand | AB       | Phatchanon Chakotong      |
| 34  | Thailand | AB       | Chayanon Bunthep          |
| 36  | Thailand | ST       | Tana Panyawong            |
| 38  | Thailand | MF       | Sujinda Singharach        |
| 56  | Thailand | MF       | Tanawat Jamsai            |
| 66  | Thailand | ST       | Yodsaphon Mueangsuwan     |
| 70  | Thailand | AB       | Tana Sripundon            |
| 91  | Thailand | MF       | Trin Roengnapaphon        |